# Werner Dollinger
Pour les articles homonymes, voir Dollinger.
Werner Dollinger, né le 10 octobre 1918 à Neustadt an der Aisch et décédé le 3 janvier 2008 à Neustadt an der Aisch, est un homme politique allemand membre de l'Union chrétienne-sociale en Bavière (CSU).
Député fédéral de Bavière au Bundestag de 1953 à 1990, il préside le groupement provincial de la CSU entre 1961 et 1962, puis rejoint le gouvernement fédéral de Konrad Adenauer comme ministre fédéral du Trésor. En 1966, il est chargé pendant un mois de l'intérim du ministère fédéral de la Coopération, à la suite du retrait des libéraux de la coalition au pouvoir, et devient ensuite ministre fédéral des Postes de la grande coalition de Kurt Georg Kiesinger jusqu'en 1969.
Au cours des treize années qui suivent, il exerce diverses fonctions de premier plan au sein du groupe CDU/CSU du Bundestag et participe, en 1980, à l'équipe de campagne de Franz Josef Strauß, président de la CSU et candidat à la chancellerie. Avec le retour au pouvoir des chrétiens-démocrates en 1982, il est nommé ministre fédéral des Transports, un poste qu'il conserve pendant cinq ans. Il se retire de la vie politique au début des années 1990.
Jusqu'à l'arrivée au pouvoir d'Angela Merkel en 2005, il avait servi comme ministre fédéral pour tous les chanceliers chrétiens-démocrates.

## Formation et carrière
Il passe son Abitur en 1936, et accomplit des études supérieures de sciences économiques et politiques à l'école supérieure de commerce de Nuremberg, à l'université de Francfort-sur-le-Main, puis à l'école supérieure technique de Munich. En 1940, il décroche son diplôme de commerçant et reçoit deux ans plus tard un doctorat de sciences économiques grâce à une thèse sur les changements connus par l'industrie allemande entre 1925 et 1933.
Enrôlé dans la Wehrmacht en 1943, il y sert jusqu'à la fin de Seconde Guerre mondiale. Dès 1945, il accède au monde de l'entreprise en devenant copropriétaire et directeur général de la briqueterie A. Dehn, fondée par son père, à Neustadt an der Aisch. Il est élu, en 1948, président de la chambre de commerce et d'industrie de la ville, puis prend la direction de l'association de l'industrie allemande de l'argile dans le district de Moyenne-Franconie quatre ans plus tard. Il poursuit son ascension dans les organisations patronales et est choisi en 1953 comme vice-président de l'association des grossistes alimentaires bavarois.
En sa qualité de protestant luthérien, il fait partie du synode de l'Église protestante luthérienne en Bavière de 1965 à 1995, et de celui de l'Église protestante en Allemagne entre 1971 et 1991.

## Vie politique

### Parcours militant
Il participe à la fondation de la section de l'Union chrétienne-sociale en Bavière dans sa ville natale en 1945, et exerce à partir de 1951 la présidence du parti dans l'arrondissement de Neustadt, supprimé en 1972. Il intègre le comité directeur de la CSU en 1957, et devient six ans plus tard vice-président de la formation jusqu'en 1985.
Il s'engage également au sein des structures confessionnelles du parti. Il est ainsi vice-président du groupe de travail protestant (EAK) de la CDU/CSU de 1970 à 1993, et président de l'EAK de la CSU entre 1974 et 1993. Il occupe en outre le poste de président d'honneur du conseil économique consultatif de la CDU/CSU pendant vingt-cinq ans à compter de 1970.
En 1980, il participe à la campagne de Franz Josef Strauß, Ministre-président de Bavière, président de la CSU et surtout candidat conservateur à la chancellerie face à Helmut Schmidt.

### Activité institutionnelle

#### Les débuts
Élu à l'assemblée de l'arrondissement de Neustadt en 1945, il entre un an plus tard au conseil municipal de Neustadt an der Aisch, où il siège jusqu'en 1964. Il quitte l'assemblée d'arrondissement au bout de trois ans, mais y fait son retour en 1952, dont il est membre pendant douze ans.

#### Les premiers gouvernements de la CDU
En 1953, il est élu député fédéral de Bavière au Bundestag. Il devient aussitôt membre du comité directeur du groupe CDU/CSU, puis est choisi en 1957 comme vice-président du groupement provincial de la CSU, dont il est élu président après les élections fédérales de 1961. Il démissionne le 14 décembre 1962, un jour après avoir été nommé ministre fédéral du Trésor dans la coalition noire-jaune de Konrad Adenauer, puis Ludwig Erhard à partir du 17 octobre 1963. Le 28 octobre 1966, il se voit confier l'intérim du ministère fédéral de la Coopération économique, détenu jusqu'ici par le Parti libéral-démocrate (FDP), qui vient alors de se retirer de la coalition. Une grande coalition, dirigée par Kurt Georg Kiesinger, est formée le 1er décembre suivant, dans laquelle il est ministre fédéral des Postes et des Télécommunications.

#### De l'opposition au retour au pouvoir
À la suite des élections fédérales de 1969, le Parti social-démocrate d'Allemagne (SPD) arrive au pouvoir grâce à la formation d'une coalition avec le FDP, ce qui renvoie la CDU/CSU dans l'opposition, une première depuis 1949. Dollinger est alors désigné vice-président du groupement provincial de la CSU jusqu'en 1976, année où il prend la présidence du groupe de travail sur l'Agriculture et l'Alimentation du groupe parlementaire conservateur. Le 4 octobre 1982, trois jours après l'adoption d'une motion de censure constructive ayant porté le président de la CDU, Helmut Kohl, au pouvoir à la tête d'une nouvelle coalition noire-jaune avec le FDP, Werner Dollinger est nommé ministre fédéral des Transports et devient alors le seul à avoir servi sous les quatre premiers chanceliers fédéraux chrétiens-démocrates. Reconduit le 30 mars 1983, soit après les législatives anticipées, il quitte le gouvernement le 11 mars 1987, au début du troisième mandat de Kohl. Il achève toutefois son mandat de député, et se retire du Bundestag lors des élections de 1990.